# Марк Тициний (трибун)
Марк Тициний (на латински: Marcus Titinius) е политик на Римската република през 5 век пр.н.е.
Произлиза от плебейската фамилия Тицинии. Вероятно е брат на Секст Тициний (народен трибун 439 пр.н.е.).
През 449 пр.н.е. той е народен трибун заедно с още девет колеги: Гай Апроний, Луций Ицилий, Марк Дуилий, Гай Опий, Марк Помпоний, Гай Сициний, Луций Вергиний и Апий Вилий.
Той е в опозиция на децемвирите.